# Albert Doyen
Pour les articles homonymes, voir Doyen.
Albert Doyen, né le 3 avril 1882 à Vendresse dans les Ardennes et mort le 22 octobre 1935 dans le 18e arrondissement de Paris, était un musicien français.

## Biographie
Il commença ses études musicales à l'École Niedermeyer et les poursuivit au Conservatoire de Paris, où il fut l’élève de Charles-Marie Widor pour la composition. Il admirait Alfred Bruneau et Gustave Charpentier.
Il fut particulièrement sensible aux questions sociales, et, conscient de la valeur éducative de la musique, il souhaita la répandre dans le peuple.
En 1907, il s’associa à la communauté de l’« Abbaye de Créteil », fondée par Georges Duhamel et Charles Vildrac. Ce groupe rassemblait des poètes, des écrivains, des musiciens et des peintres (comme Albert Gleizes). C’est Albert Doyen notamment qui initia Georges Duhamel à la musique.
En 1917, il fonda Les Fêtes du peuple, une chorale d’ouvriers. Résolument populaire, la chorale fut complétée d'un orchestre. La première prestation de cet ensemble eut lieu pour un anniversaire de la Commune de Paris ; elle fut suivie de plus de deux cents autres concerts. Certains d'entre eux attirèrent plus de quatre cents personnes. Le dernier concert des Fêtes du peuple eut lieu en 1939.
En 1919, il organisa une Fête du Souvenir à la mémoire de Jean Jaurès.
Albert Doyen mourut d’une attaque cérébrale. il est inhumé au cimetière parisien de Pantin dans la 4e division, sous un buste de G. Vallon. A sa mort, Paul Le Flem lui rendit hommage.
Dans un article qu'elle consacre aux Fêtes du peuple, Nancy Sloan Goldberg rattache le projet d'Albert Doyen à la tradition des utopies du XIXe siècle et particulièrement aux « principes universalistes de l'unanimisme ».

## Quelques œuvres
- Poèmes grecs (1905), cinq mouvements pour flûte et piano (enregistrés par Rebecca Taio et Luca Colombarolli pour Undine, 2022)
- Quatuor à cordes (1910),
- Trio avec piano (1910),
- Sonate pour piano (1910),
- Chant triomphal, 1913,
- Le Chant de midi, 1919,
- Les voix du vieux monde, oratorio (sur des poèmes de Georges Duhamel), 1925,
- Symphonie funèbre à la mémoire de Zola,
- Ahasvérus, le juif errant (texte d'Edgar Quinet), opéra,
- Le chant d'Isaïe, Prophète,
- Les noces de la Terre et du Soleil (sur des poèmes de Saint-Georges de Bouhélier),
- Recueil de 15 pièces pour piano
- Le chant de Zarathustra[7]
- Des mélodies.